# Carlos Chagas (Minas Gerais)
Carlos Chagas es un municipio brasileño del estado de Minas Gerais, su población estimada en 2004 era de 21.331 habitantes.
Desde 1953 el municipio está compuesto por los distritos de Carlos Chagas, Epaminondas Otoni y Presidente Pena.